# Vječno proljeće (televizijska serija)
'Vječno proljeće' je hrvatski nadolazeći sitcom.

## Glumačka postava
- Tea Šimić
- Matko Knešaurek
- Elizabeta Brodić
- Marko Braić
- Filip Budimir